# 2015年蒙克斯科纳空中撞机事故
2015年7月7日，一架美国空军F-16战隼战斗机于飞行中在美国南卡罗莱纳州蒙克斯科纳上空和一架塞斯纳150M型私人飞机相撞。F-16上的飞行员成功逃生，而150型飞机上的两名人员全部丧生。事后调查发现当地航空管制在事发前未能确保两架飞机有充足的距离。

## 涉事飞机
本次事故中的F-16战隼战斗机，注册编号96-0085，属美国空军第20战斗机联队。涉事私人飞机为塞斯纳150M型，注册编号N3601V。

## 事故概要
当地时间2015年7月7日上午11时，美国空军第20战斗机联队的一架F-16战斗机和一架塞斯纳150M型飞机在南卡罗莱纳州查尔斯顿以北约30英里（48）的蒙克斯科纳相撞。目击者声称，F-16从侧面撞击了正在爬升的塞斯纳飞机。
11时0分16秒，查尔斯顿国际机场的空中交通管制人员告知F-16飞行员：“12点钟方向，距离你2千米，1,200英尺（370）高度处有不明类型的飞行器抵近”。0分24秒，F-16飞行员称其正在“寻找”所说的飞行器。0分26秒，塔台通知F-16飞行员：“如果你没有看到那架飞行器，左转，转向正南方”。0分30秒飞行员试图确认距离2千米处是否真的有飞行器飞来，三秒后塔台称“如果没发现飞行器，立刻转正南方”。之后的18秒内塔台人员下达命令，雷达画面上的F-16战斗机开始向南转进预定的方向。
11时0分49秒，雷达显示这架F-16战机位处塞斯纳飞机东北半海里处，高度1,500英尺（460），航向约为南偏西35°。与此同时，塞斯纳飞机报告自己的高度为1,400英尺（430），航向南偏东20°。两架飞机在1,450英尺的高度上撞击。
F-16飞机接着飞行了大约三分钟，然后飞行员发送了Mayday求救信号并成功逃生；塞斯纳飞机上的父子两人丧生。两架飞机都坠毁在刘易斯菲尔德庄园。据报道，F-16飞行员事发时正在执行训练任务，原定飞往查尔斯顿联合基地；而塞斯纳飞机正从伯克利县机场返回默特尔比奇。

## 事后调查
美国国家运输安全委员会调查了本次事故。调查发现，当地空管人员在两架飞机撞击前未能为其提供合适的解决方案。联邦航空管理局也对此事展开了调查。
2016年11月15日，美国国家运输安全委员会发布最终报告，指出该事故的可能原因为进近管制员未能对两机的冲突提供合理的解决方案。促成该事故的原因为“看见并避免”规则的局限性，使两机未能采取有效措施防止相撞。美国空军调查委员会也得出了相似的结论。 